# Daniel Rossi
Daniel Rossi Silva (Rio Claro, 1981. január 4. –), vagy egyszerűen csak Daniel Rossi, brazil labdarúgó, 2013 óta a cseh élvonalbeli FK Baumit Jablonec középpályása.

## Pályafutása
Hazájában, a São Paulo csapatában kezdte pályafutását. 2001-ben szerződött a japán Kawasaki Frontale csapatához. A felkelő nap országában két évet töltött, majd visszatért Brazíliába, ahol az Avaí, majd újra a São Paulo játékosa lett. 2006-ban igazolt Európába; rövid portugál kitérő után 2007 óta Csehországban játszik.

## Statisztikák
| Csapat   | Csapat            | Csapat      | Bajnokság | Bajnokság | Kupa         | Kupa         | Ligakupa       | Ligakupa       | Összesen | Összesen |
| Szezon   | Klub              | Bajnokság   | Meccs     | Gól       | Meccs        | Gól          | Meccs          | Gól            | Meccs    | Gól      |
| Japán    | Japán             | Japán       | Bajnokság | Bajnokság | Császár-kupa | Császár-kupa | J. League-kupa | J. League-kupa | Összesen | Összesen |
| -------- | ----------------- | ----------- | --------- | --------- | ------------ | ------------ | -------------- | -------------- | -------- | -------- |
| 2000     | Kawasaki Frontale | J. League 1 | 8         | 1         | 0            | 0            | 5              | 0              | 13       | 1        |
| Ország   | Japán             | Japán       | 8         | 1         | 0            | 0            | 5              | 0              | 13       | 1        |
| Összesen | Összesen          | Összesen    | 8         | 1         | 0            | 0            | 5              | 0              | 13       | 1        |